# Avenue Léopold-Ritondale
L'avenue Léopold-Ritondale est la principale artère d'Hyères dans le Var constituant l'axe Toulon-Saint-Tropez. Avant 2010, l'avenue s'appelait Voie Olbia.
L'avenue commence à l'ouest au Rond-point Henri-Petit dans la continuité de l'autoroute A 570 et est empruntée par la route départementale D 98 (ex-RN 98). Sur le terre-plein central, l'avenue est constituée d'un ensemble de jardins avec des palmiers et des végétaux remarquables.

## Histoire
L'avenue est une ancienne voie romaine nommée voie Olbia. Le 21 août 2010, le maire d'Hyères Jacques Politi lui donne le nom de Léopold Ritondale (1921-2008), maire de la ville de 1983 à 2008.

## À proximité
- Parc Olbius-Riquier
- Lycée agricole/horticole
- Clinique Sainte-Marguerite